# Richard Lipez
Richard Stevenson Lipez (* 30. November 1938 in Lock Haven; † 16. März 2022 in Becket) war ein amerikanischer Krimi-Autor, der abgesehen von seinem Debütroman unter dem Namen Richard Stevenson publizierte. Er schuf die Figur Donald Strachey, einen schwulen Privatdetektiv, in einer Reihe aus 17 Bänden.

## Leben
Lipez wurde 1938 in der Kleinstadt Lock Haven im ländlichen Teil Pennsylvanias geboren. Sein Großvater, ein Kaufmann, der 1878 im damals russischen Brzostowica geboren war, war 1904 nach New York City emigriert und 1905 nach Lock Haven gekommen; dessen Frau Ellen folgte einige Jahre später mit zwei Kindern nach. Fünf weitere wurden in Lock Haven geboren, darunter Lipez’ Vater. Dieser arbeitete für den Flugzeughersteller Piper Aircraft, bis dessen Hauptquartier aus Lock Haven wegverlegt wurde, und war danach Mitgründer und Manager des lokalen Radiosenders WBPZ, für den auch Lipez mit einer wöchentlichen Jazz-Show arbeitete. Lock Haven verewigte er in dem Band Strachey’s Folly als „Log Heaven“.
Lipez studierte am Lock Haven State College Englisch mit einem Abschluss 1960. Danach begann er an der Pennsylvania State University ein Studium amerikanischer Literatur, verließ die Universität aber 1962 für das Friedenscorps. Er unterrichtete in Addis Ababa, Äthiopien Englisch und ging dann nach Washington, um von 1964 bis 1967 Programme des Friedenscorps zu evaluieren. Auch trainierte er neue Freiwillige an der University of Utah.
Lipez zog 1967 nach Pittsfield, Massachusetts bei den Berkshire Mountains, wo er Leiter von Action for Opportunity, einer Agentur gegen Armut, wurde, und heiratete 1968 Hedy Harris, die er im Friedenscorps kennengelernt hatte und die Krankenschwester wurde. Sie ließen sich 1989 scheiden. Mit Harris hatte Lipez eine Tochter und einen Sohn, die im Schulalter waren, als er mit Donald Strachey begann. Eine schwule Figur zu entwickeln sei ein wichtiger Teil gewesen, mit seiner eigenen sexuellen Identität zurechtzukommen und sich gegenüber anderen zu outen.
1990 lernte Lipez Joe Wheaton kennen, der ein Cateringbusiness und ein Restaurant namens La Fête Chez Vous in Stockbridge, Massachusetts führte, welches einst unter dem Namen The Back Room dasjenige war, das im Lied Alice’s Restaurant thematisiert wurde. Lipez und Wheaton heirateten als eines von 70 gleichgeschlechtlichen Paaren am 17. Mai 2004, an dem die gleichgeschlechtliche Ehe in Massachusetts legalisiert wurde. Wheaton ist Skulpteur und Möbelbauer.
Lipez starb im März 2022 mit 83 Jahren in seinem Heim in Becket, Massachusetts an Bauchspeicheldrüsenkrebs.

## Werk
Lipez wurde 1970 professioneller Autor mit Artikeln für den Berkshire Eagle. Von 1985 an schrieb er fast 200 Buchrezensionen, die meisten über Kriminalromane, für die Washington Post. Seine letzte Rezension erschien an seinem Todestag.
Seinen ersten Roman Grand Scam schrieb er 1979 als einzigen in Co-Autorenschaft, und zwar mit Peter Stein, und unter dem Namen Richard Lipez; alle weiteren erschienen als Richard Stevenson. Weil ihn die Darstellung homosexueller Figuren in Kriminalromanen entweder als Täter oder Opfer störte, schuf er 1981 in Death Trick die Figur des schwulen Privatdetektivs Donald Strachey. Die Reihe um diesen umfasst 17 Bände, von denen der letzte 2023 posthum erschien sowie auch mit Knock the Hat Off der erste Roman außerhalb der Reihe seit ihrem Beginn. Die Literaturkritikerin Maureen Corrigan beurteilte sein Werk als „einen wesentlichen Ausdruck der Transformation des amerikanischen Hardboiled-Genres während der 1980er, als plötzlich Frauen, Personen of Colour und schwule und lesbische Figuren in die Rolle des Detektivs traten, die bis dahin von heterosexuellen weißen Kerlen dominiert war, die aussahen und handelten wie Sam Spade.“

## Bibliografie
Ins Deutsche übersetzt wurden aus der Reihe Donald Strachey die ersten sechs Romane mit Ausnahme des vierten.
- 1979: Grand Scam (als Richard Lipez mit Peter Stein), Fawcett Popular, ISBN 0-445-04551-5

Donald Strachey (als Richard Stevenson)
- 1981: Death Tricks, Alyson Publications, ISBN 1-55583-387-X
  - dt. Übersetzung von Dinka Mrkowatschki 1987: Todesnummer, Droemer Knaur, ISBN 978-3-426-01391-5
- 1984:	On the Other Hand, Death Penguin Books, ISBN 0-14-008319-7
  - dt. Übersetzung von Dinka Mrkowatschki 1986: Der Tod stand nicht im Bauplan, Droemer Knaur, ISBN 978-3-426-01389-2
- 1986: Ice Blues, St. Martin’s Press, ISBN 0-312-40379-8
  - dt. Übersetzung von D&D Write 1991: Winter Blues, Droemer Knaur, ISBN 978-3-426-01670-1
- 1992: Third Man Out, St. Martin’s Press,	ISBN 0-312-07110-8
- 1995: Shock to the System, St. Martin’s Press, ISBN 0-312-13610-2
  - dt. Übersetzung von Tjark Kunstreich 1991: Umgepolt, Argument Verlag mit Ariadne, ISBN 978-3-88619-924-2
- 1996: Chain of Fools, St. Martin’s Press,	ISBN 0-312-14563-2
  - dt. Übersetzung von Tjark Kunstreich 1998: Verraten und verkauft, Argument Verlag, ISBN 978-3-88619-937-2
- 1998: Strachey’s Folly, St. Martin’s Press,	ISBN 0-312-18669-X
- 2003: Tongue Tied, St. Martin’s Minotaur, ISBN 0-312-30974-0
- 2008: Death Vows, MLR Press, ISBN 978-1-934531-33-4
- 2009: The 38 Million Dollar Smile, MLR Press, ISBN 978-1-60820-013-9
- 2010: Cockeyed, MLR Press, ISBN 978-1-60820-096-2
- 2011: Red, White, Black and Blue, MLR Press, ISBN 978-1-60820-362-8
- 2012: The Last Thing I Saw, MLR Press, ISBN 978-1-60820-706-0
- 2015: Why Stop at Vengeance, MLR Press, ISBN 978-1-60820-977-4
- 2016: www.dropdead.com, MLR Press, ISBN 978-1-944770-42-6
- 2019: Killer Reunion, MLR Press, ISBN 978-1-64122-244-0
- 2023: Chasing Rembrandt,	Requeered Tales,	ISBN 978-1-951092-94-8

Clifford Waterman (als Richard Stevenson)
- 2022: Knock Off the Hat, Bywater Books, ISBN 978-1-61294-231-5